# Rosenlöfs tryckerimuseum

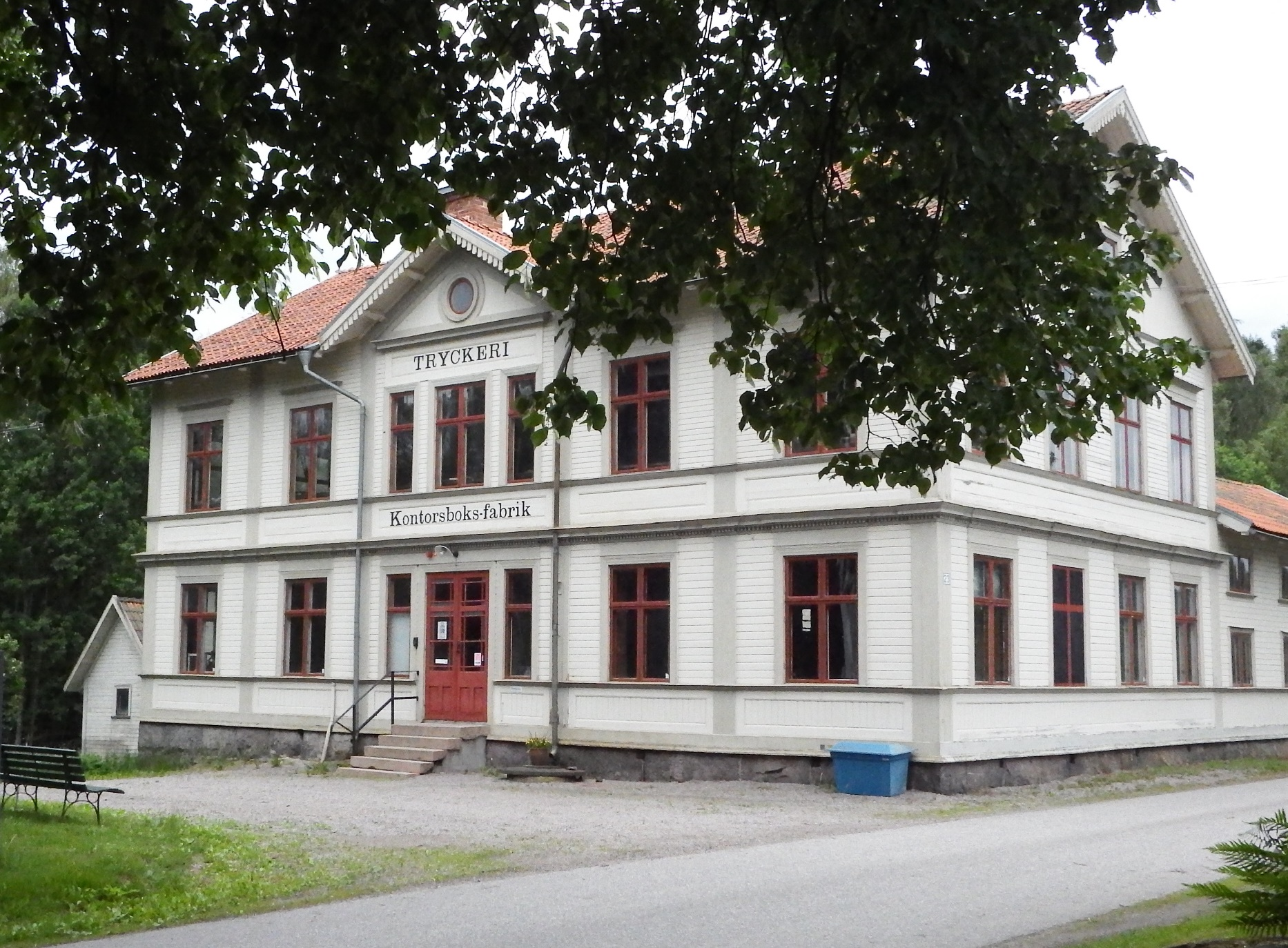
Tryckeribyggnaden

Rosenlöfs tryckerimuseum är ett arbetslivsmuseum beläget i Kungsgården cirka 10 km väster om Sandviken. Museet visar ett mer än hundra år gammalt tryckeri där maskiner och övrig utrustning fungerar och fortfarande används. 
1887 startade Helmer Rosenlöf tryckeriverksamheten. 1890 bildade han tillsammans med brodern Ruben Rosenlöf företaget Bröderna Rosenlöfs Accidenstryckeri AB som sedan levde vidare till nedläggningen 1974, mer om detta finns att läsa vid Länsmuseet  Gävleborg. Vid nedläggningen förvärvade Sandvikens kommun fastigheten med all utrustning. 1983 öppnades åter det gamla tryckeriet, men då som ett grafiskt arbetsplatsmuseum.
I museets lokaler finns en kontorsdel och ett papperslager, ett komplett handsätteri från år 1909 och en fungerande sättmaskin från 1928. Ett tryckeri med fungerande cylinder- och diegelpressar samt en skärmaskin från början av 1900-talet. På övre våningen finns ett komplett bokbinderi från samma tid.
Museet ägs av Sandvikens kommun men museiverksamheten bedrivs av föreningen Rosenlöfs vänner. 

## Historia

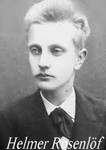
Helmer Rosenlöf

1886 startade 19-årige Helmer Rosenlöf en tryckeriverksamhet i källaren under föräldrahemmet Rosentorp, den fastighet som ligger mitt emot tryckeribyggnaden och idag inrymmer museets reception och utställningslokal. De trycksaker som producerades var i huvudsak visitkort och brevpapper, men Helmer hade svårt att få lönsamhet i verksamheten.
Han skrev då till sin fem år äldre bror Ruben Rosenlöf som vid tillfället var kronolänsman i Bergsjö i Hälsingland och bad denne att flytta hem och hjälpa till med tryckeriverksamheten. Ruben hörsammade broderns vädjan och bröderna drev därefter företaget tillsammans.
1890 grundades Bröderna Rosenlöfs Accidenstryckeri AB som fortfarande producerade mindre trycksaker som visitkort, brevpapper och reklamblad. 1896 dog Helmer Rosenlöf endast 29 år gammal, men Ruben fortsatte verksamheten och inledde samtidigt en expansion av företaget. År 1900 lät han uppföra en helt ny tryckeribyggnad, samma byggnad som idag inrymmer museet. Moderna maskiner för både tryckning och bokbindning köptes in Bland annat en rullinjeringsmaskin för 309 kronor och 50 öre som sedan var i drift ända till nedläggningen 1974.
Idag frågar många besökare varför Ruben Rosenlöf valde att förlägga ett för dåtiden så stort företag till "obygden" i Kungsgårdens utkant. Förklaringen är att vid den tiden var Ovansjö en stor kommun och Kungsgården med bland annat Ovansjö kyrka var socknens centrum. 1857 öppnade Gävle-Dala järnväg bandelen mellan Gävle och Storvik vilket gjorde tryckeriets placering något hundratal meter från den nybyggda järnvägsstationen optimal med tanke på att den tidens transporter till stor del kom att ske via järnväg.
Företaget växte snabbt med tillverkning av kontorsböcker och blanketter som specialitet och antalet tryckpressar utökades. 1909 gjordes en tillbyggnad av tryckeribyggnaden som nu även fick en sätteridel och ett papperslager. Man köpte även två större cylinderpressar från Eickhoff i Danmark, dessa maskiner demonstrationskörs ofta för besökare.  
År 1913 ersattes den gamla oljemotorn som tidigare levererat drivkraft via remdrifter till tryckpressarna med eldrift. Elektrisk belysning installerades. 

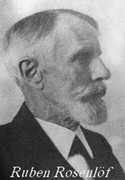
Ruben Rosenlöf

Ruben Rosenlöf drev företaget till 1938 då han av hälsoskäl erbjöd åtta av sina anställda att ta över driften. I december samma år dog Ruben och de nya ägarna satsade 2000 kronor vardera i aktiekapital och fick dessutom aktier i förhållande till sina anställningsår.
1968 började företaget få ekonomiska problem och verksamheten gick med underskott. Under företagets tidigare historia hade all text satts för hand, men 1970 köpte man en begagnad sättmaskin för att på så sätt öka produktionshastigheten, men tekniken hade redan sprungit ifrån det gamla tryckeriet.
Den 5 juli 1974 lades företaget ned efter 87 års tryckeriverksamhet.

## Efter nedläggningen
Efter nedläggningen förvärvade Sandvikens kommun fastigheten med alla inventarier som sedan låg i träda till den 5 maj 1983 då Rosenlöfs tryckeri åter öppnades, men då som ett bruksgrafiskt museum där allt, byggnader maskiner och övrig utrustning, är bevarat och i samma skick som vid nedläggningen.